# Lens, Pas-de-Calais
Lens är en stad och kommun i departementet Pas-de-Calais i regionen Hauts-de-France i norra Frankrike. Kommunen ligger i arrondissementet Lens. År 2022 hade Lens 32 697 invånare.
Lens är en industristad med en lång historia av gruvdrift och kolbrytning. Staden är mest känd för sitt fotbollslag, Racing Club de Lens.

## Befolkningsutveckling
Antalet invånare i kommunen Lens
| Referens: INSEE |